# Metopostigma sauteri
Metopostigma sauteri är en tvåvingeart som beskrevs av Becker 1911. Metopostigma sauteri ingår i släktet Metopostigma och familjen fritflugor. Inga underarter finns listade i Catalogue of Life.